# Coppa d'Asia Under-20 (calcio a 5)
La Coppa d'Asia Under-20 (in inglese AFC U-20 Futsal Asian Cup) è un torneo di calcio a 5 organizzato dalla AFC e riservato alle selezioni nazionali asiatiche composte da giocatori di età inferiore o uguale a 20 anni. Fino al 2021 la denominazione della competizione era "AFC U-20 Futsal Championship".

## Edizioni
| Anno          | Ospitante                                                      | Finale                                                         | Finale                                                         | Finale                                                         | Finale 3º posto                                                | Finale 3º posto                                                | Finale 3º posto                                                |
| Anno          | Ospitante                                                      | Vincitore                                                      | Risultato                                                      | Secondo posto                                                  | Terzo posto                                                    | Risultato                                                      | Quarto posto                                                   |
| ------------- | -------------------------------------------------------------- | -------------------------------------------------------------- | -------------------------------------------------------------- | -------------------------------------------------------------- | -------------------------------------------------------------- | -------------------------------------------------------------- | -------------------------------------------------------------- |
| 2017 Dettagli | Bangkok Thailandia                                             | Iran                                                           | 2 - 0                                                          | Iraq                                                           | Thailandia                                                     | 8 - 1                                                          | Uzbekistan                                                     |
| 2019 Dettagli | Tabriz Iran                                                    | Giappone                                                       | 3 - 1                                                          | Afghanistan                                                    | Iran                                                           | 9 - 1                                                          | Indonesia                                                      |
| 2021          | edizione cancellata a causa della pandemia di COVID-19 in Asia | edizione cancellata a causa della pandemia di COVID-19 in Asia | edizione cancellata a causa della pandemia di COVID-19 in Asia | edizione cancellata a causa della pandemia di COVID-19 in Asia | edizione cancellata a causa della pandemia di COVID-19 in Asia | edizione cancellata a causa della pandemia di COVID-19 in Asia | edizione cancellata a causa della pandemia di COVID-19 in Asia |

## Vittorie
| Titoli | Squadra  | Anni |
| ------ | -------- | ---- |
| 1      | Iran     | 2017 |
| 1      | Giappone | 2019 |